# Дриттенпрейс, Пётр Александрович
Пётр Александрович (Петер-Йозеф) Дриттенпрейс (29 июля 1841, Бавария — 5 января 1912, Москва) — московский архитектор. Принял российское подданство в 1874 году. Один из мастеров московского модерна.

## Биография
В 1859—1865 учился Императорской академии художеств в Санкт-Петербурге, окончив её со званием свободного художника архитектуры. Бо́льшую часть жизни служил архитектором на железных дорогах, в 1877—1893 — архитектор технического стола Московско-Курской железной дороги. В 1880-е — начале 1900-х годов Дриттенпрейс проектировал и перестраивал дома для частных заказчиков — старых купеческих семейств — в Москве. Большая их часть — традиционная поздняя эклектика, но в 1901 году Дриттенпрейс закончил постройку яркого памятника модерна — дом Рахманова на Покровке. В 1892 году являлся старшиной московского Немецкого клуба. Отец архитектора В. П. Дриттенпрейса (с 1915 года — Гончаров, по фамилии матери).
Скончался 5 января 1912 г., похоронен на Введенском кладбище (25 уч.).

## Постройки
Сохранившиеся постройки сосредоточены в Басманном районе вокруг Чистопрудного и Покровского бульваров:
- Два дома И. И. Грязнова (1876, Воронцовская улица, 10)
- Перестройка и изменение фасада особняка О. Кирьяковой (1884, Большой Дровяной переулок, 21)
- Особняк Щербатова (1885, переулок Огородная Слобода, 5)
- Комплекс доходных домов (1890,Старосадский переулок, 10)
- Перестройка фасадов особняка А. Я. Павлова-Севрюговых, арх. П. С. Кампиони (1890,Большой Козловский переулок, 4[2])
- Дом В. Ф. Морозовой (перестройка) (1898,Большой Трёхсвятительский переулок, 1[2])
- Доходный дом Ф. С. Рахманова (1898—1901, улица Покровка, 19[3])
- Особняк Ю. Т. Крестовниковой (перестройка) (1903, Покровский бульвар, 12[2])

В дальней части Басманного района сохранились охраняемые памятники:
- Перестройка и изменение фасада собственного особняка (1885—1890-е, улица Радио, 11[2])
- Дом Зубовых (1886, Бауманская улица, 50 стр. 1[2])

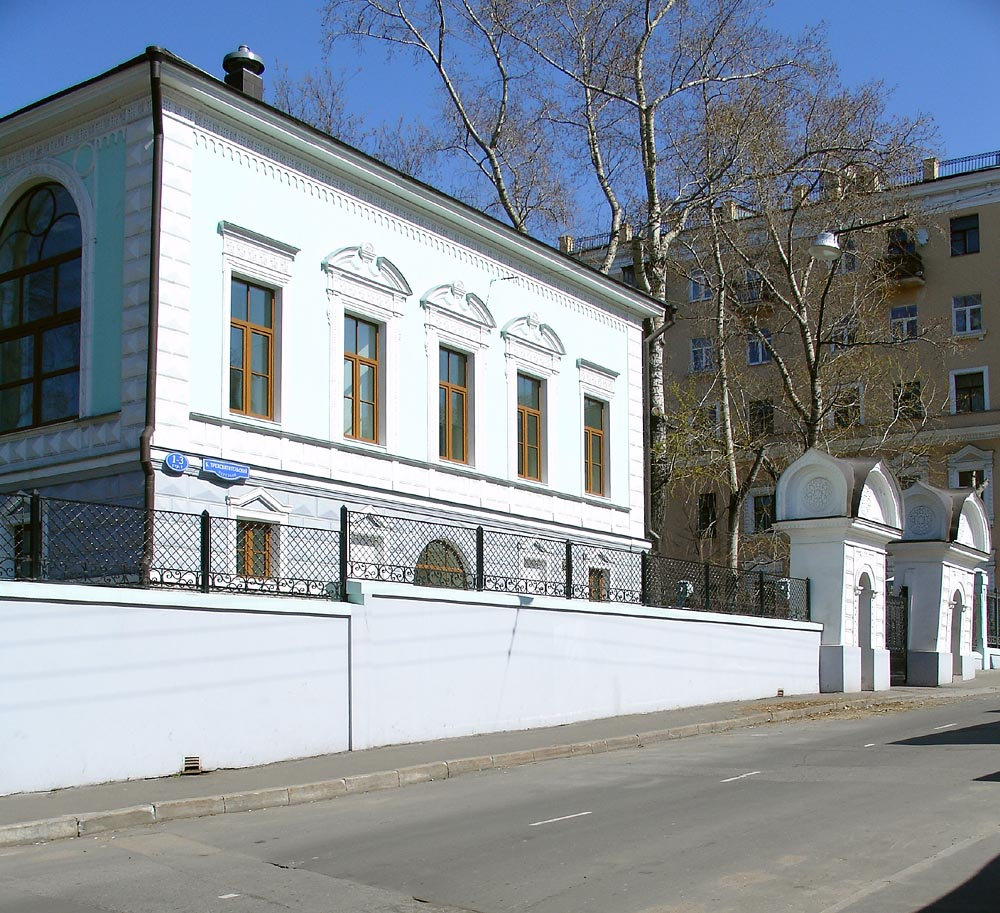
Большой Трёхсвятительский, 1
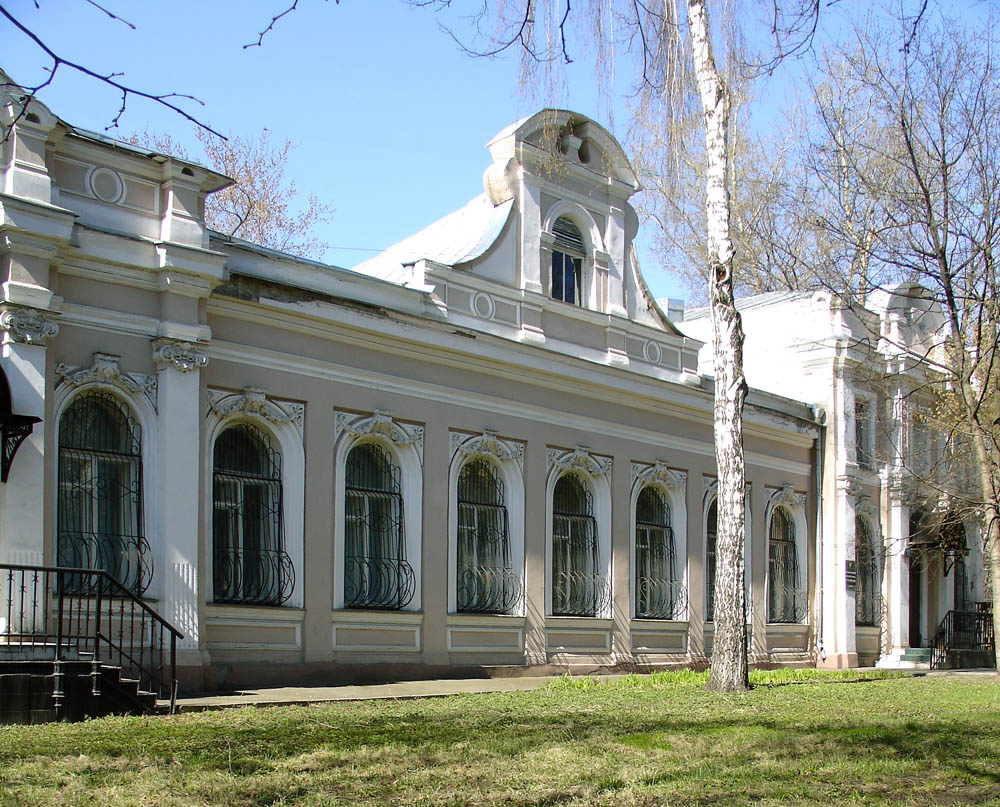
Покровский бульвар, 12
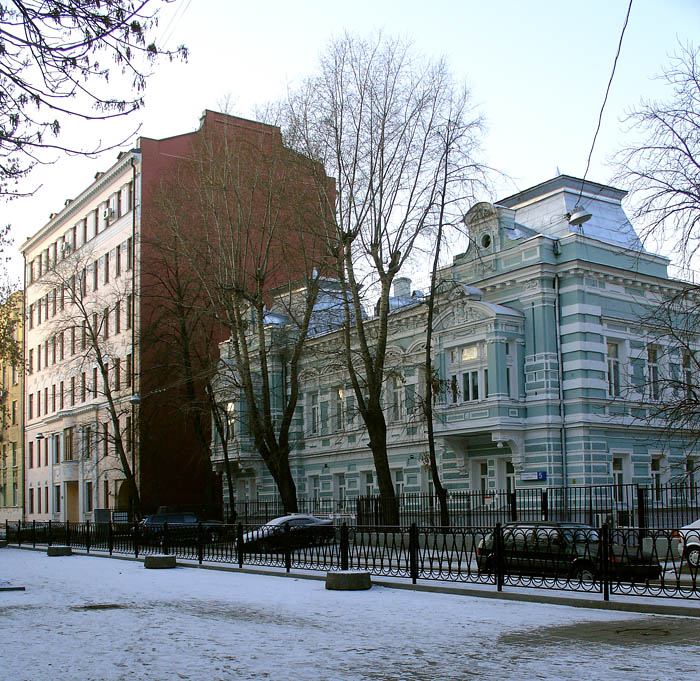
Огородная слобода, 5 (справа)